# Iona Campbellová, vévodkyně z Argyllu
Iona Mary Campbellová, vévodkyně z Argyllu (rozená Colquhounová; 22. června 1945, Edinburgh – 22. února 2024) byla skotská šlechtična. Provdaná za 12. vévodu z Argyllu byla od roku 1964 až do jeho smrti v roce 2001, po které byla známá jako vévodkyně vdova z Argyllu.

## Životopis
Iona Mary Colquhounová se narodila v roce 1945 v Edinburghu jako druhé dítě a jediná dcera Ivara Colquhouna, 8. baroneta z Luss, a jeho manželky Kathleen (rozená Duncanové; sestra Marjorie Grimstonové, hraběnky z Verulamu). Měla dva bratry, Torquhila a Malcolma.
Dne 4. července 1964 se v katedrále sv. Jiljí v Edinburghu provdala za Iana Campbella, tehdejšího markýze z Lorne. Měli dvě děti:
- Torquhil Ian Campbell, 13. vévoda z Argyllu (* 1968). Oženil se 8. června 2002 v kostele sv. Marie ve Fairfordu s Eleanor Cadburyovou. Jejich děti jsou:
  - Archie Frederick Campbell, markýz z Lorne (* 2004)
  - Lord Rory James Campbell (* 2006)
  - Lady Charlotte Mary Campbellová (* 2008)
- Lady Louise Iona Campbellová (* 1972).[3] Provdala se 18. dubna 1998 v katedrále sv. Jiljí za Anthonyho Merrika Burrella. Jejich děti jsou:
  - Teale Iona Burrellová (* 11. února 2005)
  - Albert Westray Burrell (* 4. února 2009)

Argyllová a její snacha byly patronkami Královského kaledonského plesu.
Zemřela 22. února 2024 ve věku 78 let.